# タルー

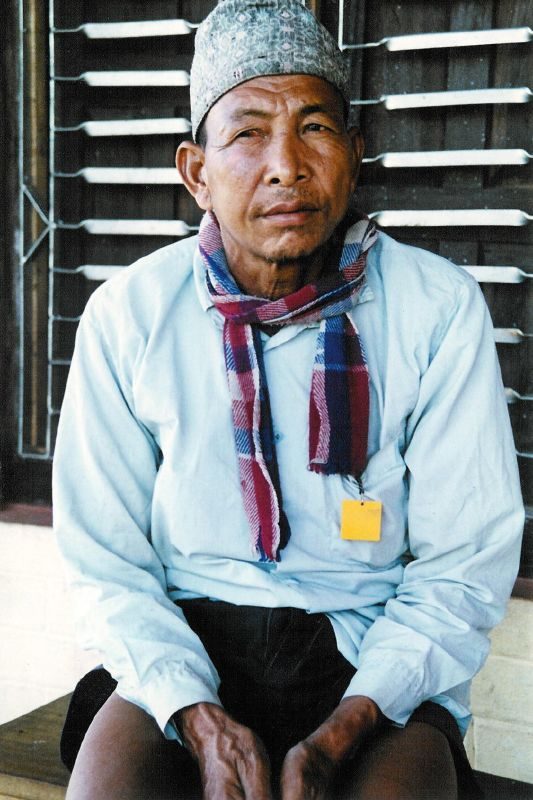
タルー族の男性

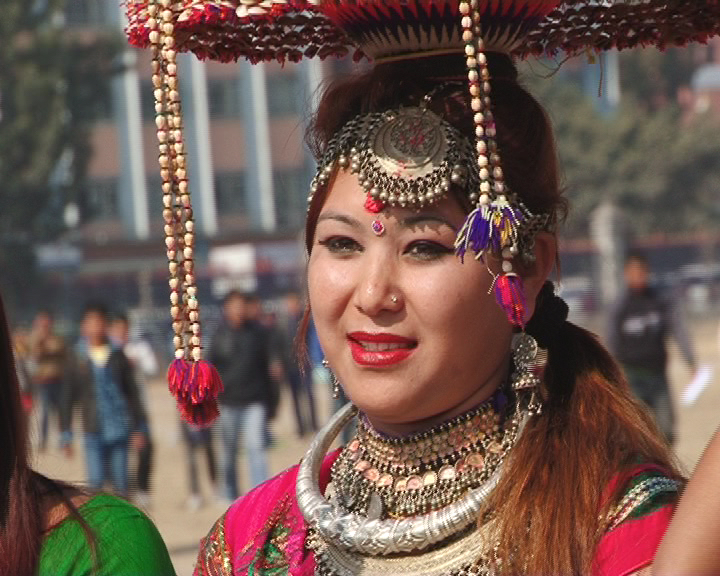
タルー族の女性

タルー (Tharu) は、ネパールおよびインドの民族およびその言語の総称。
タルー族はネパールの西部山岳地帯サーケット渓谷、チトワン渓谷、ダン渓谷、デウクリ渓谷、内部タライ渓谷のシンドゥリとウジャプル、およびネパール･インド国境地帯のタライ平原などに住む先住民族である。ネパールの人口は2006年7月推計で28,287,147人であるが、タルー族はその6.6%を占める。なお、同じタライ平原に住むマデシとは別民族である。
インドに住むタルーの人口はそれより少なく、ビハール州のチャンパラン郡とウッタラーカンド州のナイニタル郡に大部分が住んでいる。 

## 概要
タルー族はネパール南部に広がるタライ平原（マデス）の最大で最古の民族集団である。インド・ヨーロッパ語族、インド・イラン語派に属し、古くからチベット系との混血があり、そのため人種は元来はコーカソイドであったが、次第にモンゴロイド化したと見られる。タルー語は現在は公に認められているように、サンスクリット起源のものである。
マラリアがはびこるジャングルの近くの村に住み、千年以上も孤立してきたので、独自の文化が発達した。職業は農民か行商人である。
最近の医学的研究は、長い間、湿地の多いタライ地方に住んできたタルー族は、生まれつきマラリアに対する抵抗力を持っているという言い伝えを支持する証拠を提示しているが、その遺伝要因はまだ明らかにされていない。

## 歴史

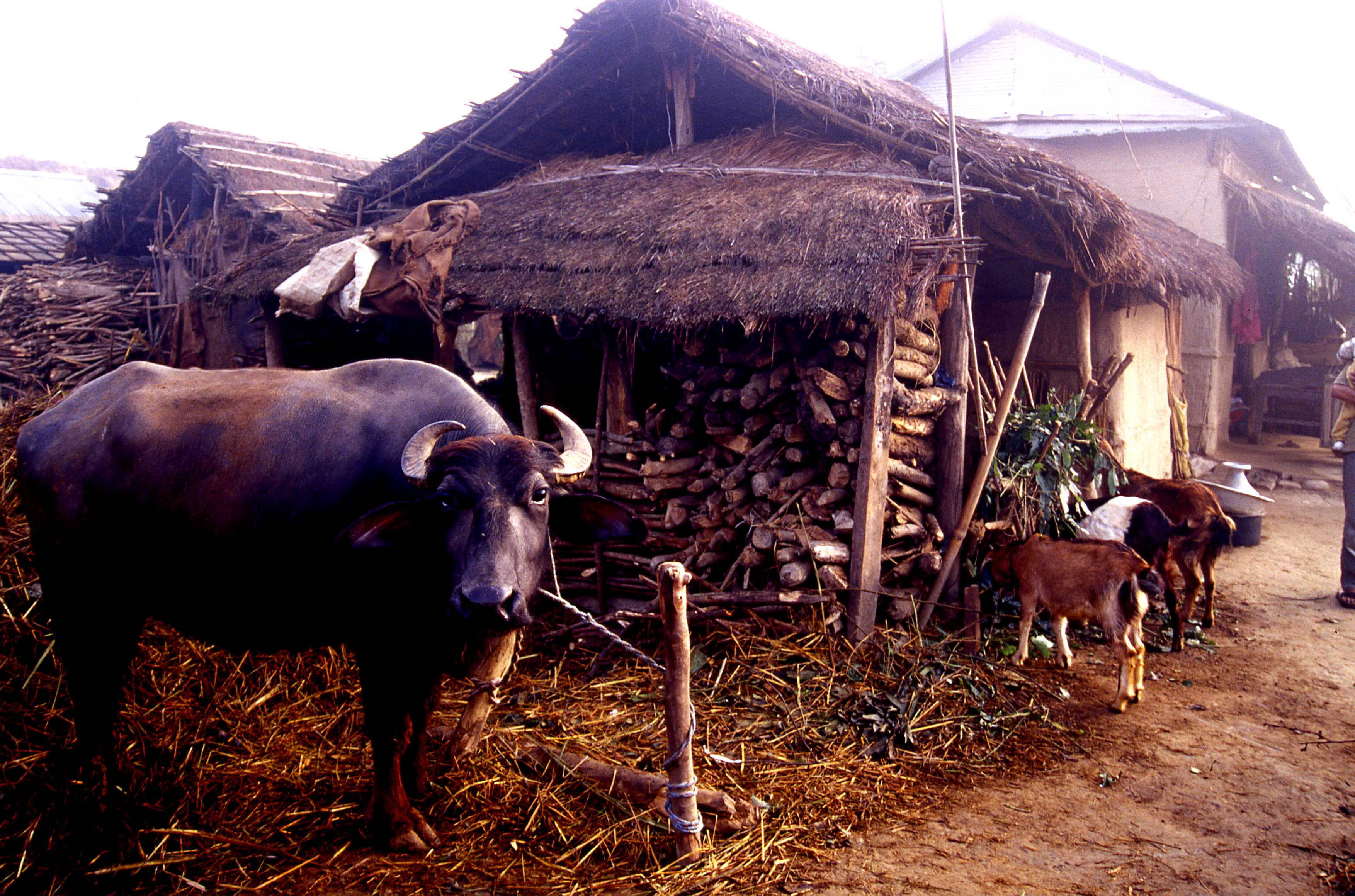
タルー族の村（チトワン）

ネパールの作家、スボード･クマール・シンは何次にもわたる南北からの他民族の侵略が先住民タルーに影響を与えてきたという。1854年、ラナ家の最初の宰相、ジャンガ・バハドゥル・ラナがネパール固有の法典「ムルキー・アイン」を施行したが、それは社会をカースト制度で分断するものであった。タルーはその下から2番目に（可触民の最低、不可触賤民の上）に位置づけられた。
1950年代に、WHO はネパール政府を助けてタライ地区のマラリアを根絶させた。その結果、肥沃な土地を求めて外部からタライに人々が流入して来た。土地は没収され、コミュニティーは破壊され、人々は土地から追い出された。また、タルー族は新しい地主に「カマイヤ制度」により、家族たちは借金のかたに取られ奴隷にされ働かせられた。

## ライフスタイル
タルー族は50から200人前後の集落を形成するが、住居の一方が東に向くことが家族の繁栄につながるという風習のために、どの集落も基本的に街道の両脇に住居が並び、家の長辺が南北軸に沿って配置される。一般的にタルー族の家族構成は4から25人程度であり、家族の規模に応じて住居の規模も変動する。家屋は長方形の平屋に草葺きの切妻屋根が乗ったもので、家屋内は家畜小屋、玄関ホール、居住エリアの3つの領域で構成されている。
タルー族の住居の最大の特徴は、居住エリアの各部屋の間仕切りにダイリ(dairi)と呼ばれる固定式の壺が用いられることである。壺は上部がくびれた形をした1.6から2.2メートルほどの高さで、長方形の底を持つ。容量は不均一であり、穀物の貯蔵に使われている。不揃いな壺を並べて壁とすることで部屋間の通気を容易にし、暑い時期に室内を涼しく保つことができる。
タルーのひとびとの中には、「ロングハウス」に住む人たちがいる。これは、木造一部屋の、文字通り長い家で、一軒に150人住むことができる。これらの家は土で作られ、壁は金網（ラス）で覆われている。タルー族は大麦、小麦、トウモロコシ、米を作り、鶏、家鴨、豚、山羊を飼う。タルーの女たちは自宅の外壁やベランダを鮮やかな色で塗り、ヒンドゥー教の繁栄と豊饒の女神、ラクシュミーにささげる。

## 宗教
タルーの宗教は主にヒンドゥー教だが、アニミズムや、仏教と習合した「民俗ヒンドゥー」といわれる。シャーマニズムもあり、仏教医学で病気を治し、医師の代わりを務めている。犬や、烏など動物の形をした神が信仰されている。家々には神像が祀られ、神をなだめるため、男性の家族や、動物の血がささげられることがある。2001年の国勢調査によると、タルーの97.63%はヒンドゥー教徒で、1.95%が仏教徒である。